# Jerzy Tomaszewski (nhiếp ảnh gia)
Jerzy Tomaszewski (sinh năm 1924 - mất ngày 26 tháng 1 năm 2016), bí danh Jur, là một nhiếp ảnh gia, họa sĩ và phóng viên người Ba Lan trong Chiến tranh thế giới thứ hai. Ông được Tổng thống Lech Kaczyński trao tặng Huân chương Polonia Restituta.
Tomaszewski nổi tiếng với khoảng 1.000 bức ảnh về cuộc Khởi nghĩa Warsaw mà ông đã chụp vào năm 1944. Ông được Cục Thông tin và Tuyên truyền bí mật của Ba Lan (BIP) giao nhiệm vụ ghi lại trận chiến. Ông đã chụp ảnh ở các quận Powiśle, Śródmieście và Wola cho đến khi bị thương vào ngày 6 tháng 9 năm 1944. Bức ảnh cuối cùng ông chụp trước khi bị thương là ảnh về một số thi thể nằm trên một phố ở khu Phố Cổ, không có bất kỳ dấu hiệu gì của sự sống.

## Cuộc đời
Tomaszewski đã hoàn thành một khóa học nhiếp ảnh bí mật ở Warsaw vào năm 1940, khi mới 16 tuổi. Ông được Armia Krajowa gửi đến Studio "Fotoris", một tiệm xử lý ảnh nổi tiếng của Đức, ở trung tâm thành phố Warsaw. Nơi này đặt một hầm bí mật của Ba Lan. Công việc của Tomaszewski là sao chép những bức ảnh của Đức trên vi phim (bao gồm cả những bức ảnh về các vụ hành quyết) và đưa chúng ra bên ngoài. Các vi phim được chuyển lậu tới London để chính phủ lưu vong của Ba Lan tiếp tục công bố các bằng chứng tội ác chiến tranh của Đức Quốc Xã. Năm 1943, Gestapo truy tìm bằng chứng chống lại Studio "Fotoris".  Tomaszewski và Mieczysław Kucharski đã trốn thoát. Người quản lý studio là kỹ sư Andrzej Honowski đã bị phục kích và bị giết trong cuộc đấu súng với Gestapo. Tomaszewski bắt đầu cuộc sống lẩn trốn nhưng vẫn tiếp tục làm việc tại một căn phòng bí mật trên phố Chmielna cho đến khi cuộc Khởi nghĩa Warsaw nổ ra. Tại đây, ông có được bức ảnh mang tính biểu tượng về vụ SS giết hàng loạt người Do Thái ở làng Ivanhorod.
Trong cuộc Khởi nghĩa, Tomaszewski là một trong số hàng chục nhiếp ảnh gia Ba Lan theo dõi trận chiến. Dưới làn đạn dày đặc, ông thường đưa tay cầm máy ảnh ra và chụp mà không để lộ đầu. Tuy nhiên, ông bị thương nặng và cuối cùng bị chuyển đến trại tù binh ở Pruszków. Tomaszewski trở lại Warsaw vào tháng 2 năm 1945 và nghĩ rằng kho lưu trữ ảnh khổng lồ của mình đã bị thiêu rụi. Trong nhiều năm, ông không chụp ảnh nữa. Một ngày nọ, người chuyển phát nhanh Wacława Zawadzka phát hiện ra những cuộn phim Tomaszewski đã chụp trước đây được cất giấu trong một thùng kim loại. Khoảng 600 thước phim vẫn trong tình trạng rất tốt. Năm 1977, một triển lãm lớn những bức ảnh của ông lần đầu tiên được tổ chức tại Warsaw. Hai năm sau, Tomaszewski xuất bản tuyển tập ảnh đột phá của mình có tên Epizody Powstania Warszawskiego (Episodes from the Warsaw Uprising). Ông đã được trao tặng Huân chương Polonia Restituta (Krzyż Oficerski Orderu Odrodzenia Polski) vào ngày 29 tháng 7 năm 2007.
Jerzy Tomaszewski là anh trai của họa sĩ Stanisław Miedza-Tomaszewski (cũng là một thành viên kháng chiến của Ba Lan trong Chiến tranh thế giới thứ hai).

## Tác phẩm tiêu biểu

Photographs of the Warsaw Uprising by Tomaszewski
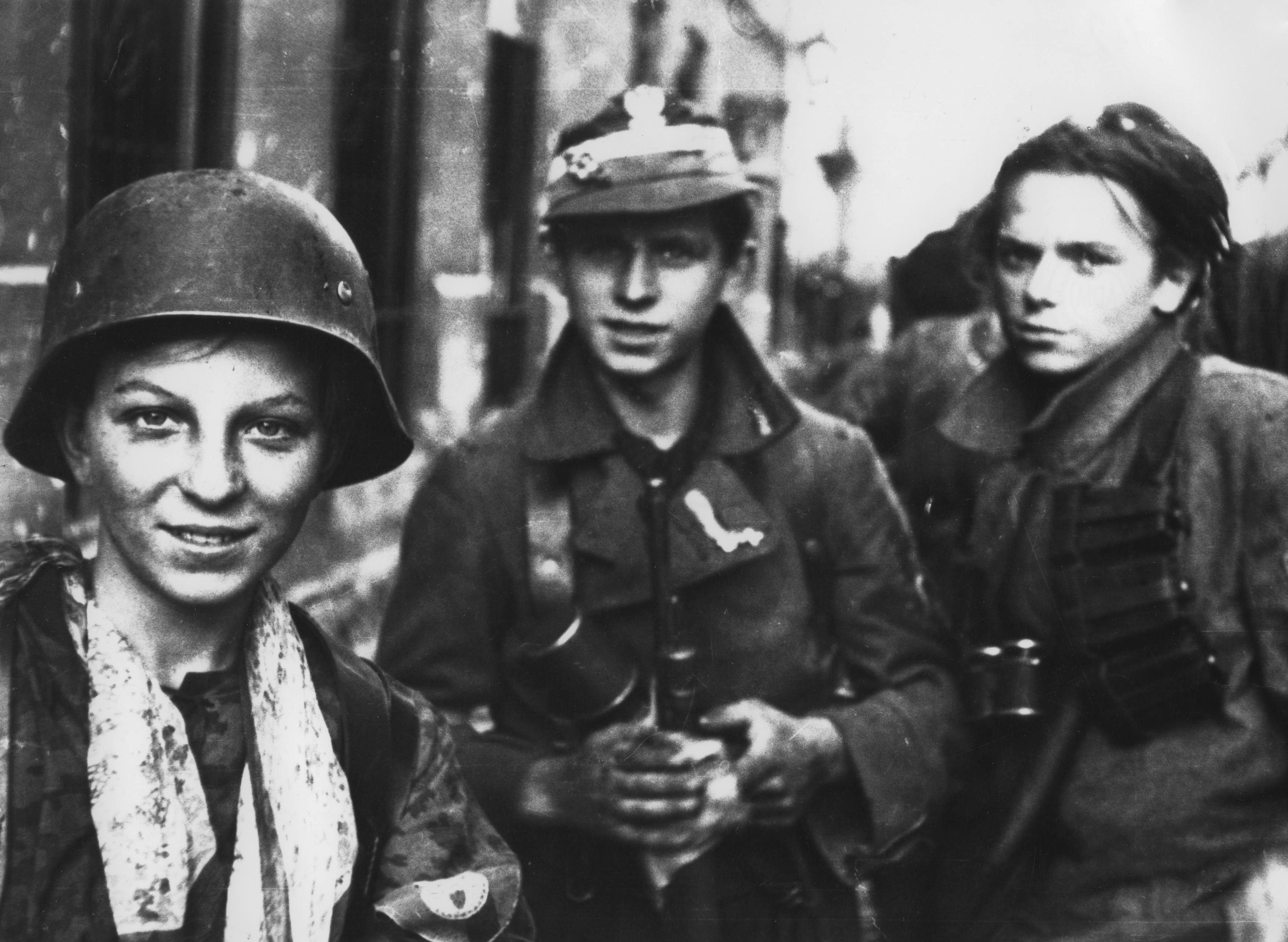
Szare Szeregi
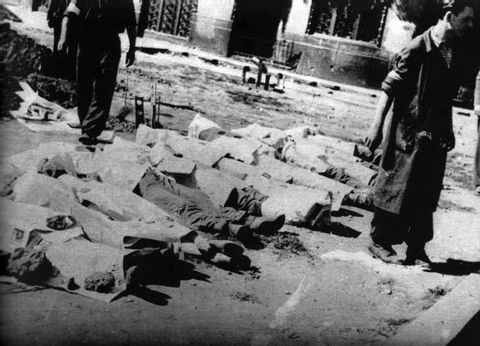
Phố Jasna
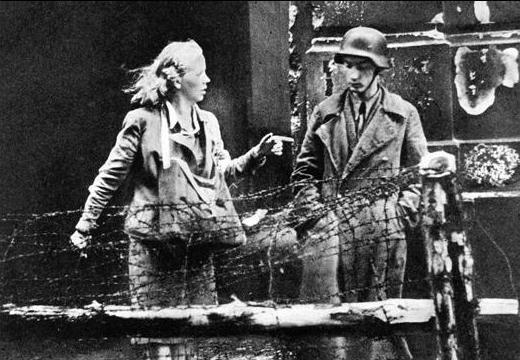
Mệnh lệnh mới
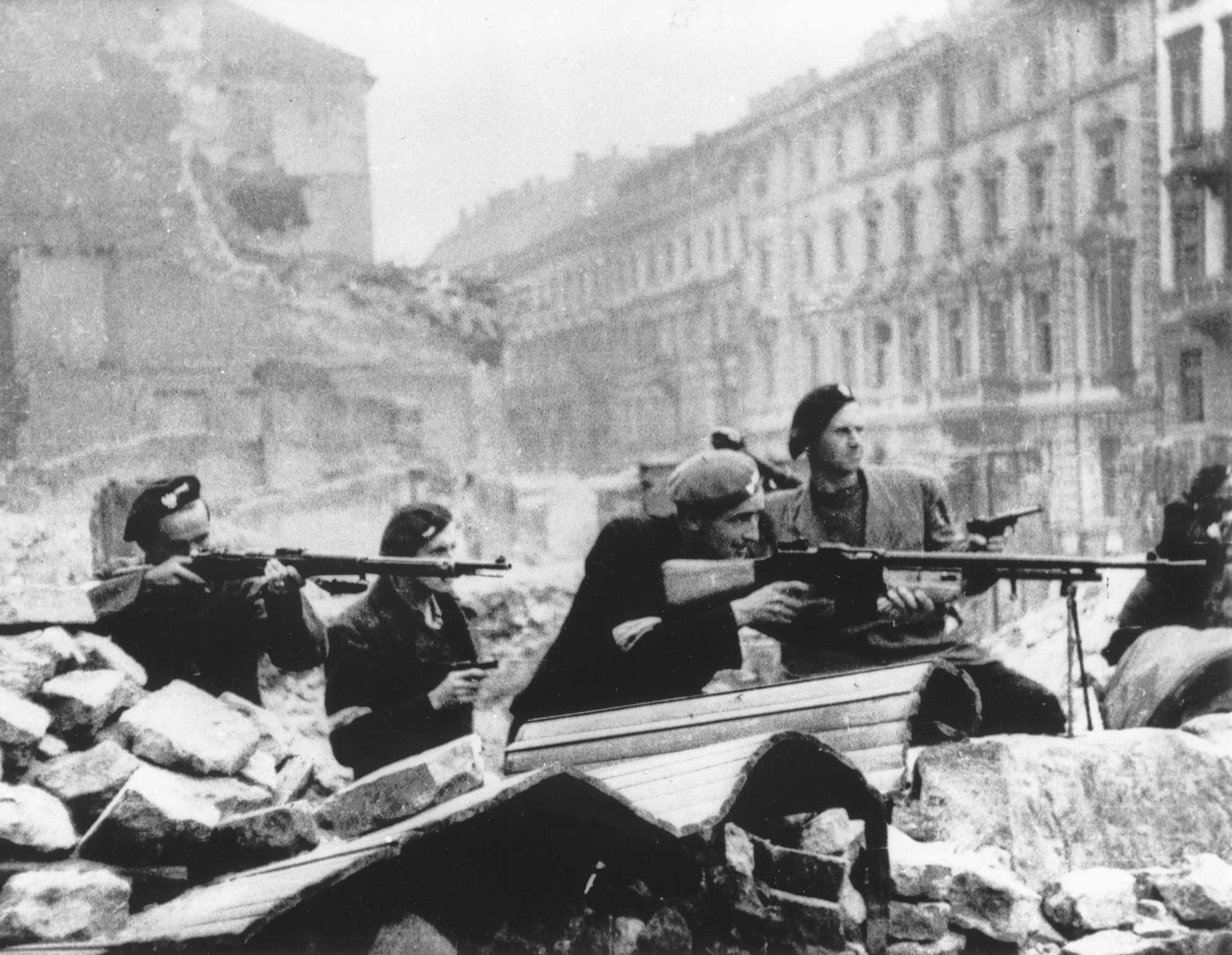
Phố Mazowiecka
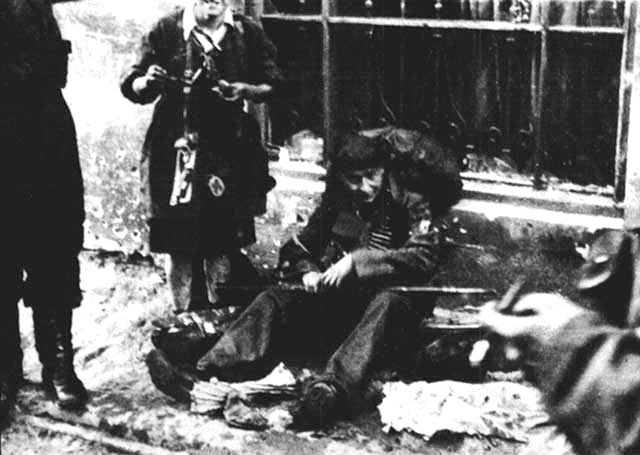
Phố Warecka
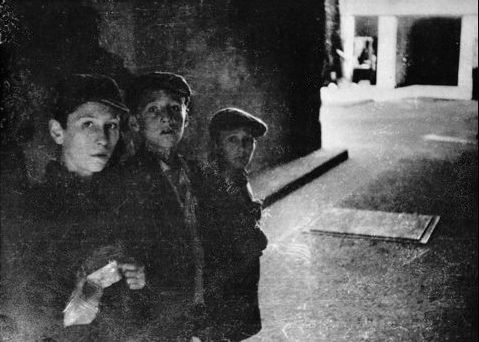
Trẻ em
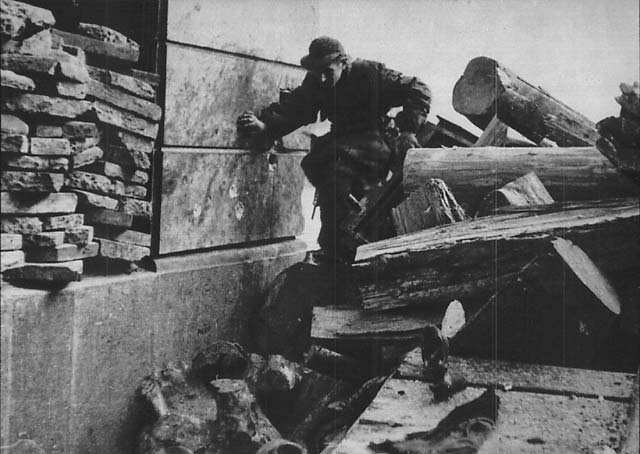
Phố Warecka
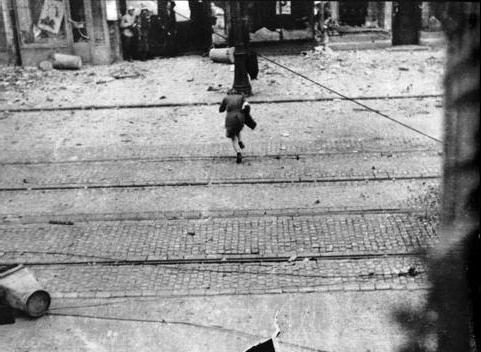
Chuyển phát nhanh